# Metriaulacus
Metriaulacus là một chi bọ cánh cứng trong họ 
Elateridae.
Chi này được miêu tả khoa học năm 1902 bởi Schwarz.

## Các loài
Các loài trong chi này gồm:
- Metriaulacus badiipennis (Candèze, 1860)
- Metriaulacus emarginatus Platia & Schimmel, 1995
- Metriaulacus formosanus Miwa, 1927
- Metriaulacus gobius (Candèze, 1860)
- Metriaulacus nigrolaterus Schwarz, 1902
- Metriaulacus opacicollis Platia & Schimmel, 1995
- Metriaulacus pseudoveles Platia & Schimmel, 1995
- Metriaulacus veles (Candèze, 1860)